# Journal of Comparative Physiology B
Journal of Comparative Physiology B: Biochemical, Systemic, and Environmental Physiology is een internationaal, aan collegiale toetsing onderworpen wetenschappelijk tijdschrift op het gebied van de fysiologie en de zoölogie. De naam wordt in literatuurverwijzingen meestal afgekort tot J. Comp. Physiol. B Biochem. Syst. Environ. Physiol. Het wordt uitgegeven door Springer Science+Business Media en verschijnt 8 keer per jaar.